# Namn, heder och värdighet
Namn, heder och värdighet, ofta förkortat n.h.o.v. eller nhov i biografiska artiklar, är en historisk svensk beteckning på en hedersutnämning till en statlig tjänstetitel, normalt en högre titel där innehavarna utsågs av regeringen, det vill säga på den tiden formellt av Kunglig Majestät.
Det kunde exempelvis gälla professorstitel, en militär grad, eller en högre statstjänstemannatitel. Att tilläggas "n.h.o.v." innebar rätt att titulera sig med aktuell tjänstetitel ("namn") samt att i formella sammanhang (exempelvis avseende bordsplacering) behandlas så som en innehavare av titeln ("heder och värdighet"). Dock följde ingen lön, pension eller beslutsbefogenhet med en "n.h.o.v."-titel.
År 1909 avskaffades rangordningen i Sverige, och därmed förlorade delar av benämningen sin reella betydelse vid utdelningen av professors namn. Utdelningen av "namn, heder och värdighet" fortsatte dock av tradition i några år. Sista gången någon gavs professors namn, heder och värdighet var 1914. Sedan 1917 får personen endast "professors namn". I Finland benämns detta istället "tilläggas professors titel".